# Ursula Jeitziner
Ursula Spielmann-Jeitziner (* 14. März 1972 als Ursula Jeitziner) ist eine Schweizer Langstreckenläuferin.

## Werdegang
1995 und 1996 wurde sie Schweizer Meisterin über 5000 Meter. Über dieselbe Distanz startete sie bei den Leichtathletik-Weltmeisterschaften 1995 in Göteborg, schied aber im Vorlauf aus.
Ihre grössten Erfolge hatte sie auf der Halbmarathonstrecke. Hier stellte sie 1996 bei ihrem Sieg im Berliner Halbmarathon mit 1:11:19 h einen Schweizer Rekord auf, den sie im selben Jahr in Breda auf die aktuelle Marke von 1:10:34 h verbesserte. Bei den Halbmarathon-Weltmeisterschaften 1998 kam sie auf den 66. Platz, und 2002 wurde sie Schweizer Meisterin über diese Distanz.
Auf der Marathonstrecke stand sie im Schatten von Franziska Rochat-Moser, obwohl sie auch hier mit jeweils einem zweiten Platz beim Lissabon-Marathon (1995) und beim Frankfurt-Marathon (1996) Erfolge feierte. Ihre Bestzeit lief sie mit 2:32:35 h als Fünfte beim Paris-Marathon 1997.
1992 gewann sie den Greifenseelauf, 1992 und 1996 den Kerzerslauf, 2001 den Tessin-Marathon und 2003 den Marathon Rund um den Bielersee mit dem aktuellen Streckenrekord von 2:48:07 h, wobei ihr Ehemann beim selben Lauf Sieger in der Herren-Kategorie wurde.
Gegenwärtig startet sie für den Verein All Blacks Thun, für den sie zusammen mit ihrem Mann Stefan Spielmann als hauptverantwortlicher Trainer tätig ist. Ihre jüngere Schwester Evelyne wird von ihr betreut und hat ebenfalls schon einige Erfolge im Langstreckenlauf aufzuweisen.

## Persönliche Bestzeiten
- 3000 m: 9:12,24 min, 14. August 1992, Luzern
- 5000 m: 15:41,51 min, 24. Juni 1995, Cork
- 10'000 m: 32:08,76 min, 16. Mai 1996, Koblenz
- Halbmarathon: 1:10:34 h, 6. Oktober 1996, Breda (Schweizer Rekord)
- Marathon: 2:32:35 h, 6. April 1997, Paris